# 제12회 제주국제장애인인권영화제
제12회 제주국제장애인인권영화제는 2011년 8월 27일에 열린 시상식이다.

## 수상 및 후보

### 상영작
- 디다 - 브룩 메이
- 달에서 온 내 동생 - 프레데릭 필리베르
- 더 아더 차일드 - 존 켄트
- 임씨의 택시 - 박재웅
- 엄마를 찾아주세요 - 이옥섭
- 나도 때론 물속을 날고 싶다 - 김재한
- Q&A - The Rauch Brothers
- 쿵덕쿵 - 이경민
- 종이접는 방법 - 서유리
- 또 다른 나 - 차상원
- 비 마이 브라더 - 제네비에브 클레이
- 문도알라스 - 레온 히에코
- 아름다운 - 제네비에브 클레이
- 바이 애니 아더 네임 - 데이미드 미델
- 내가 너를 이해할 수 있을까? - 김상현
- 쉐리 앤드 파울 - 안토니 디 살보
- 너는 무엇이든 할 수 있어 - 엠마 버클리
- 나오길 잘했다 - 강지원
- 아름다운 아메리카노 - 사람향기
- 지렁이 꿈틀 - 선철규 외 2명